# 아이즈원 컴백 쇼
《아이즈원 컴백 쇼》는 엠넷에서 방영된 텔레비전 프로그램이다.

## 출연
- 아이즈원[3]
  - 권은비
  - 미야와키 사쿠라
  - 강혜원
  - 최예나
  - 이채연
  - 김채원
  - 김민주
  - 야부키 나코
  - 혼다 히토미
  - 조유리
  - 안유진
  - 장원영

## 에피소드

### 1회
각각 6명씩 나뉘어 각각 회전목마 방과 프리티 방에서 시작했다. 프리티 방의 컵 밑에는 소통이 열쇠다라는 글자가 있었고, 회전목마 방의 컵 밑에는 누구도 믿지 마라라는 글자가 있었다. 두 방 모두 무전기를 발견해 서로 연락했다. 프리티 방에 매달려있는 풍선을 터뜨려 안에 있는 카드로 캡슐을 열었다. 캡슐 안에는 출연진 중 한명의 이름이 써져있는 가방이 있었다. 가방 안에는 6자리 알파벳 암호로 풀 수 있는 동그란 게 있었다. 이름이 써져있는 출연진 발바닥에는 암호 힌트가 있었다. 힌트로 암호를 풀어보니 열쇠가 나왔다. 회전목바 방도 비슷한 방식으로 열쇠를 찾았다. 열쇠로 문을 열어 두 방이 서로 만났다. 전화부스 앞에 '12명이 함께 모이면 종이컵 전화기로 전화를 걸고, “작은 세계 세계 세계 그 문이 열리게" 외쳐주세요'라고 써져있어, “작은 세계 세계 세계 그 문이 열리게"라고 말했더니 RC카가 나왔다. RC카에 있던 열쇠로 전화부스 문을 열어 탈출에 성공했다.